# Jin Yamei

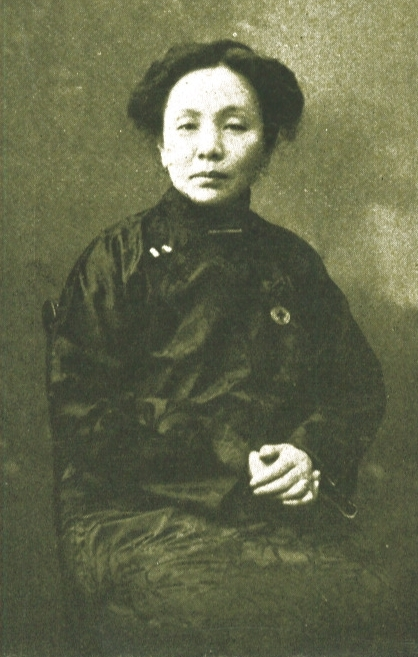
Jin Yamei

Jin Yamei, född 1864, död 1934, var en kinesisk läkare. 
Jin Yamei var från Ningbo men adopterades vid fem års ålder av den amerikanske läkaren Divie McCartee. Hon studerade från 1881 på Women's Medical College i New York, och blev 1885 den första kinesiska kvinna som tog examen. Hon var sedan aktiv i både Kina och Japan, först som läkare, sedan även som kvinnorättsaktivist, för att arbeta för kvinnors tillgång till medicinska studier.